# Manuleopsis dinteri
Manuleopsis dinteri là một loài thực vật có hoa trong họ Huyền sâm. Loài này được Thell. ex Schinz mô tả khoa học đầu tiên năm 1915.